# Borts

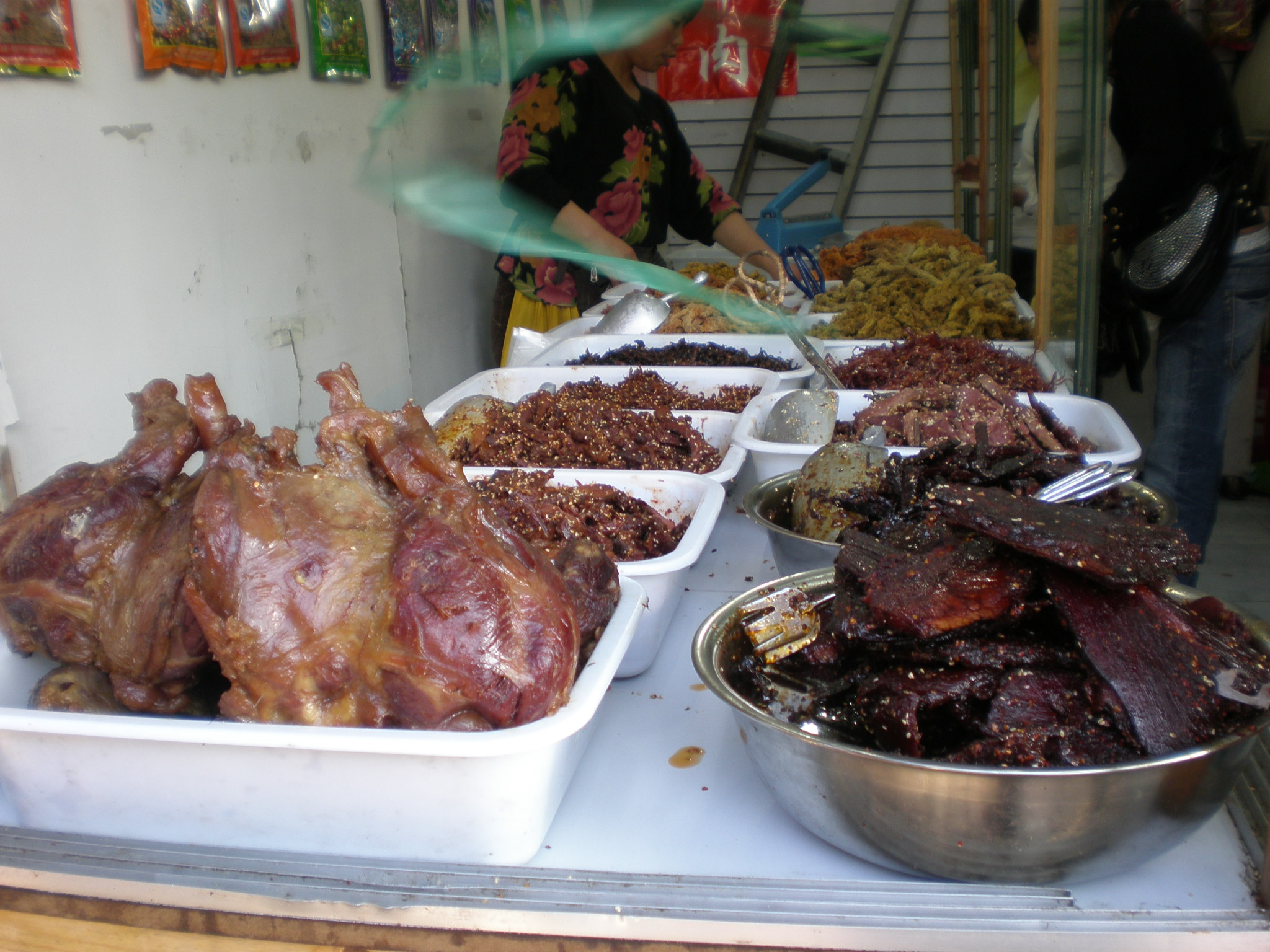
Yakfleisch-Borts

Borts (mongolisch борц) bezeichnet ein Trockenfleisch aus der Mongolei, das üblicherweise aus Rind- oder Yakfleisch hergestellt wird, aber auch Kamel und Pferd werden verarbeitet. Das Fleisch wird in schmalen Streifen an der Luft getrocknet und zu einem faserigen Pulver zerstoßen. Borts wird als Zutat in Suppen und anderen Gerichten (z. B. Zuivan) verwendet und war historisch eine zentrale Komponente im Reiseproviant der Mongolen.
Heute haben die Nomaden in den peripheren Regionen der Mongolei wenig Möglichkeiten, überschüssige Rinder zu vermarkten. Schlachthöfe existieren nur in größeren Städten. Ein Treiben der Herden wäre auf Grund der großen Entfernungen mit einem erheblichen Gewichtsverlust verbunden. Gleichzeitig müssen überschüssige Tiere vor Beginn des Winters geschlachtet werden, da im Winter nur wenig Nahrung zur Verfügung steht. Fleisch hat eine hohe Bedeutung in der Ernährung, da ein Ackerbau in weiten Regionen nur sehr eingeschränkt möglich ist. Fleisch, das nicht frisch verzehrt wird, wird deswegen zu Borts verarbeitet. Es hat eine hohe Qualität und ein geringes Gewicht. Es ist auf Jahre haltbar und kann gut transportiert werden.